# RoboBee
RoboBee (« abeille » en anglais : bee) est un robot de petite taille et qui a la capacité de voler, développé par une équipe de recherche en robotique de l'université Harvard dans le Massachusetts, la conception est bio-inspirée par le vol des insectes.
Développé sur douze ans, RoboBee a résolu deux problèmes techniques clés de la microrobotique :
- les ingénieurs ont inventé un procédé inspiré par les livres animés qui leur ont permis de construire à l'échelle submillimétrique[2] ;
- pour le vol, ils ont créé des muscles artificiels capables de faire battre les ailes 120 fois par seconde[2].

L'objectif du projet est de faire un essaim entièrement autonome de ce type de robots volants pour des applications telles que la recherche et le sauvetage et la pollinisation artificielle. Pour que cela soit possible, les chercheurs devront trouver comment obtenir l'alimentation et des fonctions de prise de décision , qui sont actuellement traitées par un petit attache au robot , à bord.
Les trois centimètres d'envergure du RoboBee en font le plus petit appareil artificiel calqué sur un insecte et destiné au vol.
Leurs modèles sont parmi les plus avancés en ce qu'ils ont leur propre alimentation mais les panneaux solaires utilisés ne sont pas suffisamment performants pour fonctionner en lumière naturelle et le robot s'écrase en quelques secondes faute de système de guidage suffisamment miniaturisé.